# أبويتو

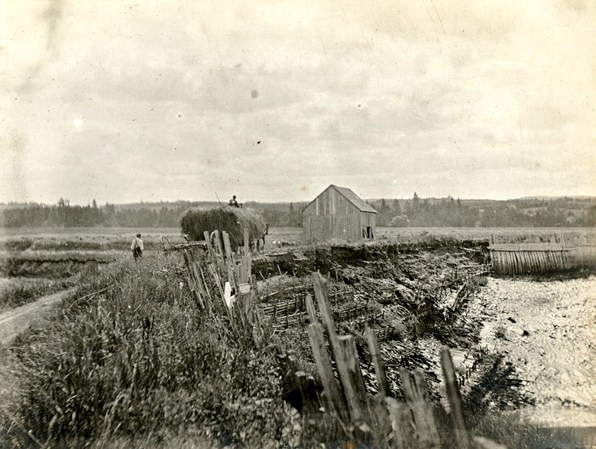

أبويتو أبتكرت هذه الطريقة في المستنقعات المستصلحة وهي تحتاج الكثير من العمال وهي طريقة يتم فيها بناء السدود الترابية لمنع المد العالي من غمر المستنقعات.
فتحة خشبية أو أبويتو متصلة في السد، مع باب مفصلي (صمام بإتجاهين) يفتح عند المد المنخفض للسماح بتصريف المياه العذبة من المزرعة ويغلق عند ارتفاع المد لمنع تسرب المياه المالحة إلى الحقول.
بعد عدة سنوات تعمل مباه الأمطار على التخلص من ملوحة التربة في المستنقعات، مما يجعلها مناسبة للزراعة.
ترتبط زراعة أبويتو ارتباطاً وثيقاً بقصة الأستعمار الأكادي الفرنسي على شواطئ خليج فندي الكندي في القرنين السابع عشر والثامن عشر.
قام الأكاديون ببناء السدود الترابية لعزل مناطق المستنقعات المالحة من الغمر المتكرر من المد والجزر. تشمل السدود الأكاديية الملحوظة صبغ المستنقعات المدية في غراند بري في أوائل الثمانينيات من القرن السادس عشر.
في حوال عام 1755 تم استصلاح 1300 فدان من المستنقعات الملحية باستخدام هذا السد للرعي والإنتاج الزراعي الجيد.
في منطقة كاموراسكا في وادي سانت لورانس في كيبيك، ارتبط صيد الأسماك في المستنقعات المالحة ارتباطًا وثيقًا بتحديث الزراعة في القرن التاسع عشر وأوائل القرن العشرين.
أبويتو هو نسخة أصلية نادرة وهو جوهرة في متاحف ويست بابنيكو الأكادية. في عام 1990، وجد السكان المحليون لوحين متآكلين يخرجان من شاطئ في جزيرة دبل في ويست بابنيكو. وعاد السكان المحليون إلى الموقع في عام 1996 لإزالة الأبويتو وحفظه وعرضه في المتحف.